# 北原町 (所沢市)
北原町（きたはらちょう）は、埼玉県所沢市の町名。単独町名で丁目の設定は無い。郵便番号は359-0004。

## 地理
所沢市中央部に位置し、並木地区に所属する。面積は約0.63m2。
同市並木・若松町・下新井・中富・中富南と隣接する。中央部は山林が多く、東半は所沢聖地霊園が占める。西部の埼玉県道56号さいたまふじみ野所沢線沿道は、戸建ての住宅地やロードサイド店舗が立ち並ぶ。

## 歴史
- 1982年（昭和57年）11月1日 - 大字下新井・大字所沢の各一部から北原町が成立する[6]。

## 世帯数と人口
2017年（平成29年）9月30日現在の世帯数と人口は以下の通りである。
| 町丁   | 世帯数  | 人口    |
| ------ | ------- | ------- |
| 北原町 | 618世帯 | 1,298人 |

## 小・中学校の学区
市立小・中学校に通う場合の学区（校区）は以下の通り。
| 町丁   | 番・番地 | 小学校                       | 中学校                       |
| ------ | -------- | ---------------------------- | ---------------------------- |
| 北原町 | 南部     | 所沢市立若松小学校（下新井） | 所沢市立中央中学校（並木）   |
| 北原町 | 北部     | 所沢市立中富小学校（中富）   | 所沢市立富岡中学校（神米金） |

## 交通
鉄道
町域内に鉄道は敷設されていない。最寄駅は西武新宿線航空公園駅。
バス
航空公園駅方面を始め、県道56号線沿いのバス停留所から西武池袋線・西武新宿線所沢駅や西武新宿線新所沢駅などへ直通バスが運行されている。
町域内のバス停は、
| - 北原 - 並木通り団地入口 - 北原町中央 | - 秩父学園入口 - 秩父学園 - 若松町 | - 所沢聖地霊園 |

道路
- 埼玉県道56号さいたまふじみ野所沢線（宮所線）が町域西部の同市並木との境を通っている。沿道にはthe market Placeなどのロードサイド店舗が並び、利用客による渋滞が発生することがある。
- 市道「学園通り」

交差点
| - 斎場入口 - 並木通り団地前 - 航空管制部前 | - 下新井 - 斎場南入口 |

## 施設
教育･保育
- すずらん幼稚園（認定こども園[8]）

公共
- 所沢市斎場[9]
- 北原町会館

障害者福祉施設
- 国立障害者リハビリテーションセンター自立支援局 秩父学園（通称:国立秩父学園）
- 社会福祉法人藤の実会 ところざわ学園
- 所沢市立きぼうの園[10]
- 所沢市立はばたき[11]
- 所沢市立ゆきわり草[12]

商業
- 所沢聖地霊園
- the market Place 所沢北原